# Chanteur de jazz (album)
Pour les articles homonymes, voir Chanteur de jazz (homonymie).
Albums de Michel Sardou
Concert 85 Sardou, ses plus grandes chansons (volume 2)
Singles
1. Chanteur de jazz
Sortie : 23 novembre 1985
2. 1965
Sortie : février 1986

Chanteur de jazz est le treizième album studio de Michel Sardou enregistré au studio Guillaume Tell et paru chez Tréma en 1985.
Paru à l'origine sous le simple titre Sardou, il est généralement désigné sous le titre Chanteur de jazz, premier single extrait de l'album et aussi plus grand succès de l'opus.

## Fiche technique
- Référence originale : Tréma 310 211[1]

### Liste des titres
| No | Titre                                         | Paroles                            | Musique                                | Durée |
| -- | --------------------------------------------- | ---------------------------------- | -------------------------------------- | ----- |
| 1. | Une Lettre à ma femme pour tout lui expliquer | Michel Sardou - Didier Barbelivien | Jacques Revaux - Jean-Pierre Bourtayre | 4:00  |
| 2. | Road Book                                     | Michel Sardou - Jean-Loup Dabadie  | Michel Sardou                          | 3:07  |
| 3. | Exit Dylan                                    | Michel Sardou - Didier Barbelivien | Jean-Pierre Bourtayre                  | 3:33  |
| 4. | Voyageur immobile                             | Michel Sardou                      | Jacques Revaux                         | 3:36  |
| 5. | 18 ans, 18 jours                              | Michel Sardou                      | Jacques Revaux - Jean-Pierre Bourtayre | 3:39  |
| 6. | 1965                                          | Michel Sardou                      | Jacques Revaux - Jean-Pierre Bourtayre | 4:19  |
| 7. | Mélodie pour Élodie                           | Michel Sardou                      | Michel Sardou                          | 4:01  |
| 8. | Les Mots d’amour                              | Michel Sardou - Jean-Loup Dabadie  | Jacques Revaux - Jean-Pierre Bourtayre | 4:16  |
| 9. | Chanteur de jazz                              | Michel Sardou - Jean-Loup Dabadie  | Jacques Revaux - Jean-Pierre Bourtayre | 4:42  |

### Crédits
- Arrangements : Roger Loubet (titres 1, 6, 7 et 8) et Hervé Roy (titres 2 à 5 et 9)
- Ingénieur du son : Roland Guillotel
- Assistants : Bruno Mylonas et Jean-Louis Maille
- Mixage : Thierry Rogen (titres 1, 2, 4, 5, 6 et 8), Roland Guillotel (titres 3 et 9) et Bruno Mylonas (titre 7)
- Direction artistique : Jacques Revaux et Jean-Pierre Bourtayre
- Production : Jacques Revaux